# Шебанова, Александра Ефимовна
Алекса́ндра Ефи́мовна Шеба́нова (до 1955 — Куря́тникова) (1927—1989) — советская волейболистка, игрок сборной СССР (1951). Чемпионка Европы 1951, шестикратная чемпионка СССР. Связующая. Мастер спорта СССР (1949).
Выступала за команду «Локомотив»/«Метрострой» (Москва). В её составе: шестикратная чемпионка СССР (1948—1950, 1952, 1957, 1958), серебряный (1947, 1951, 1953, 1954) призёр союзных первенств, победитель Кубка СССР 1952.
В составе сборной СССР в 1951 году стала чемпионкой Европы.